# @btf
@btf（アットビーティーエフ）は、東京都中央区勝どきにあるアートショップ、ギャラリースペースである。

## 概要
広告の企画制作会社バタフライ・ストローク・株式會社が2008年にショップ「shop btf」としてスタートさせ、2009年にギャラリースペースを拡張し、「@btf」としてリニューアルオープンした。「さまざまなジャンルのクリエイター／アーティストたちが、自分自身のヒストリーに根ざした自由なアプローチでクリエイションを発信する」ことを目的としたイベントスペースとして、展覧会、イベントを定期的に開催している。プロデュースはクリエイティブ・ディレクターの青木克憲。@btfの女の子版という位置付けでbtf ANNEXが2011年12月東京都中央区新富にオープン。

## 会場

### 常設展示
3階の3Aではカスタムペインターの倉科昌高と造型ユニットGELCHOPによる「D.I.Y.DEPT.」が常設展示されている。

### 3Aの壁
3階の3Aと3Bを結ぶ穴の空いた壁に葉っぱとシカが描かれている出入口は、倉科昌高とGELCHOPが手がけている。

### 3Bのエントランス
3階3Bのエレベーター前のエントランスは昭和30年代のガード下のようなセットになっており、ALWAYS 三丁目の夕日の美術で知られる上條安里が手がけている。

## 展覧会・イベント

### 2018年
- 倉科昌高 個展「ヤマノカミサマ」

### 2016年
- 「超玩具発想法 ザリガニワークスのスーパートイ工房」出版記念展
- 「MAX MASK MAN」安居智博 マスク展

### 2015年
- 「切りグラフ ふせんで作るウルトラマン&ウルトラ怪獣」発刊記念展
- 「united CRAFT nations」展

### 2014年
- RYCA展 "A NEW HOPE"
- 単行本13巻発売記念「春のもやしもん展 in 勝どき」
- 安居智博「カミロボプロレス30周年」展
- 久保誠二郎「Copet」展
- あべたみお「ハットトリックス」展
- 林修三「にじぞう10周年」展

### 2013年
- 半田也寸志 写真展「IRON STILLS ― アメリカ、鉄の遺構」
- 半沢マリ コケシエンヌ デビュー展
- D.I.Y. DEPT. SALE
- 宇宙兄弟トリビュートアート展
- 蛭子能収展
- 仲條正義「仲條の前半分」展

### 2012年
- 現代美術二等兵活動20周年記念展「駄美術20年史」
- 「愛、そして愛。奇跡のサイレンサー」展
- 諏訪稔写真集「インディーズ・アイドル名鑑」発売記念「インディーズ・アイドルNO.1決定戦」
- ポストイットでつくる切り絵切りグラフ付箋展
- 「Kyon30～なんてったって30年！～」発売記念ギャラリー
- ホセ・フランキー展
- えのもとおさむ展
- 渡辺俊美"ソバカス"展
- みつ豆の光豆BOX

### 2011年
- 黒田征太郎特別個展
- 「D.I.Y.DEPT.」作品集出版記念展覧会 倉科昌高×GELCHOP「D.I.Y. DEPT. GOOD LIFE STORE」
- 半田也寸志「写真３・１１ 東日本大震災」
- 東北復興支援 第一回「赤べこプロジェクト」展
- 安居智博による「カミロボ本」発売記念展
- 木住野彰悟「HANDMADE GRAPHIC」展
- 「WHY DON'T YOU PINK?」展by東京女子プロジェクト
- 鈴鹿哲生 ANNY「JAPANOLOGY」展
- CUTTER ART OF OLFA 2011 EXHIBITION
- AR三兄弟「連続デブ小説　プロット」展

### 2010年
- チームラボ×高橋英明「浮遊する楽器」展
- btf works2000-2010
- ジャン＝ピエール ガゼム展
- 「スクール オブ グラフィックデザイン」展
- 吉永マサユキ「ニッポンタカイネ」展
- 現代美術二等兵 駄美術展 「Cheap sweets」展
- 黒田潔 原画展「TO THE FOREST」展
- 清水久和「鏡の髪型　清水久和」展

### 2009年
- 田中杏子トークショー
- 挾土秀平「土と水陽」展
- 石光史明×山室一幸トークショー
- 倉科昌高×GELCHOP「D.I.Y.」by Masataka Kurashina×GELCHOP
- 紀里谷和明ワークショップ
- 寄藤文平 イラストレーション展「KIT25」
- 佐内正史 写真展「EVA NOS」
- 「ヱヴァンゲリヲン新劇場版:破」公開記念オフィシャル企画オリジナルスニーカー「EVA-supernova01」展示・販売
- 藤崎圭一郎×柳本浩市×鈴木芳雄×平塚桂 トークショー
- スティーブン・フロイド展
- BAHC 幅允孝×スープ・デザイン 尾原史和　売りたくない本のフリーマッケット2009

### 2008年
- 現代美術二等兵展
- John Luke Eastman展

## 所在地
- 〒104-0054 東京都中央区勝どき2-8-19 近富ビル3F・3A／4F・4A

## 関連人物
- 青木克憲